# Alte Löbejüner Straße 14–17

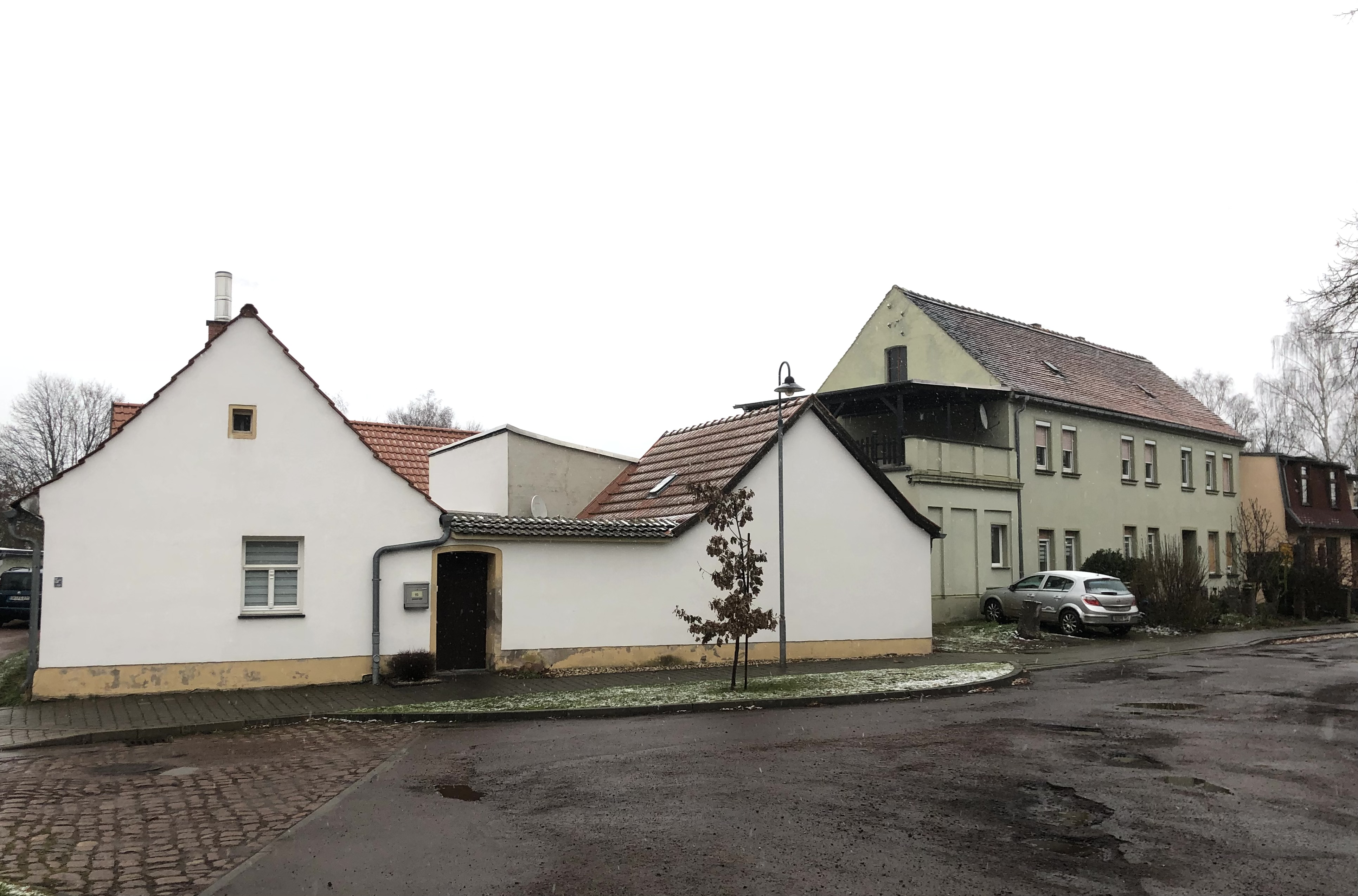
Häuser Alte Löbejüner Straße 15 und 17 im Jahr 2023

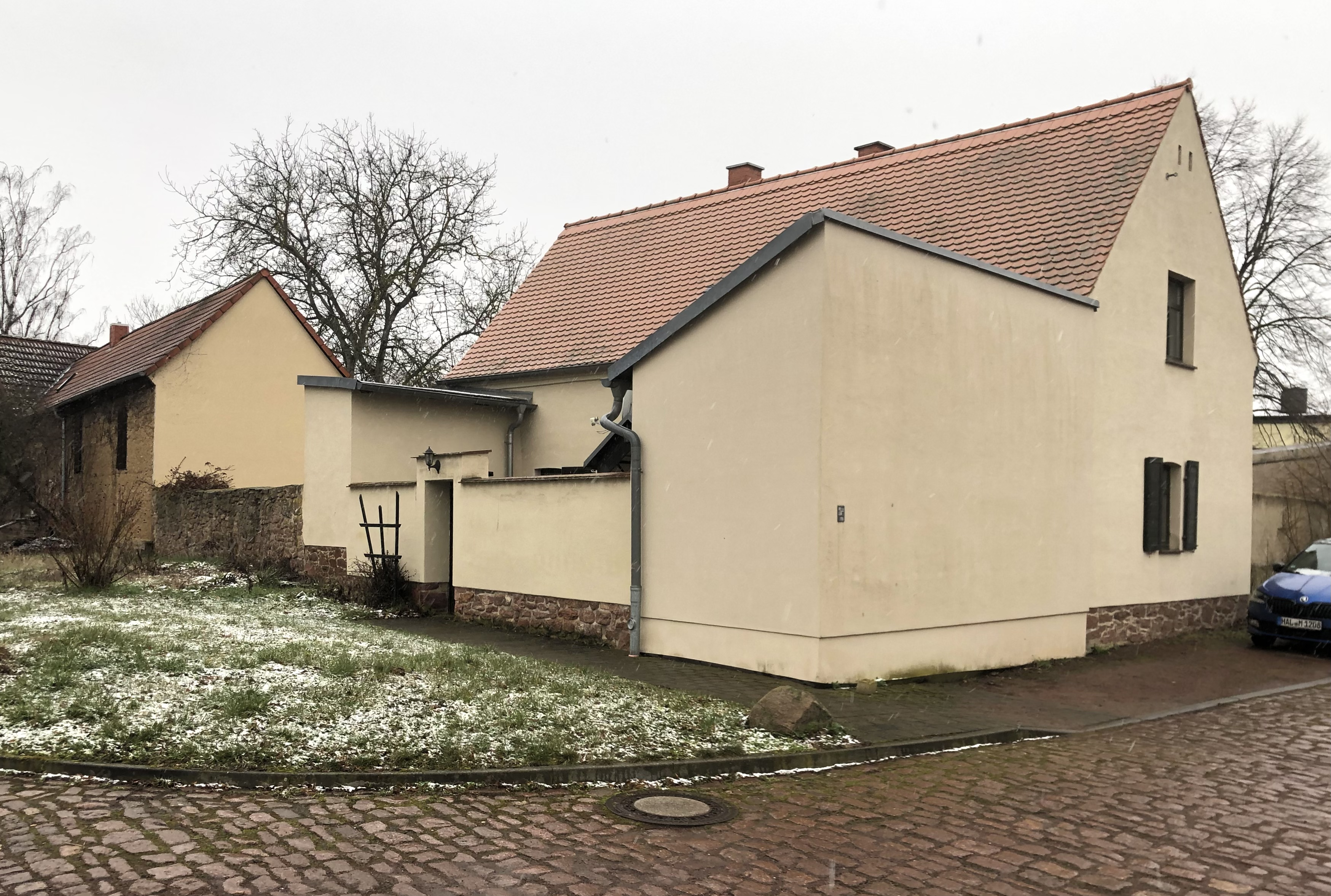
Nummer 14, Blick von Norden

Alte Löbejüner Straße 14–17 ist eine denkmalgeschützte Häusergruppe im Ortsteil Domnitz in der Stadt Wettin-Löbejün in Sachsen-Anhalt.
Die Häusergruppe befindet sich am östlichen Ortsrand des Dorfes. Die vier zum Denkmalbereich gehörenden Grundstücke ziehen sich westlich und nördlich entlang der Alten Löbejüner Straße, die in diesem Bereich von Süden kommend nach der Nummer 14 nach Osten abbiegt. Ursprünglich lautete die Adressierung Löbejüner Straße 14–17.
Das Gebäudeensemble besteht aus kleinen Gehöften, die wohl Mitte des 19. Jahrhunderts entstanden. Zu den Bauten gehört auch ein anspruchsvolles Wohnhaus mit Kolonialwarenhandlung und Tischlerei vom Anfang des 20. Jahrhunderts.
Im Denkmalverzeichnis des Landes Sachsen-Anhalt ist die Häusergruppe unter der Erfassungsnummer 094 55117 als Denkmalbereich verzeichnet.